# Le Roi David (Stom)
Pour les articles homonymes, voir Le Roi David.
Le Roi David est un tableau réalisé dans les années 1630 par Matthias Stom, un peintre néerlandais ou peut-être flamand. Cette huile sur toile est un portrait en buste de David vêtu d'une lourde parure, le roi d'Israël apparaissant ici en vieil homme barbu les yeux levés au ciel et les mains posées sur une harpe. L'œuvre est conservée au musée des Beaux-Arts à Marseille, en France.